# Oliarus distanti
Oliarus distanti är en insektsart som först beskrevs av William Lucas Distant 1911.  Oliarus distanti ingår i släktet Oliarus och familjen kilstritar.
Artens utbredningsområde är Sri Lanka. Inga underarter finns listade i Catalogue of Life.